# Dimityr Petkow
Dimityr Petkow bułg. Димитър Петков (ur. 2 listopada 1858 w Baszkboi k. Tulczy, zm. 11 marca 1907 w Sofii) – bułgarski polityk, w latach 1906–1907 premier rządu bułgarskiego.

## Życiorys
W 1875 wyemigrował do Rumunii. Wziął udział w wojnie rosyjsko-tureckiej, walcząc w bitwie o Szipkę, w oddziale Panajota Chitowa, gdzie został ciężko ranny – stracił w bitwie rękę.
Po zakończeniu wojny pozostał do Bułgarii i rozpoczął pracę urzędnika w ministerstwie spraw wewnętrznych. W 1879 wstąpił do Partii Liberalnej. Jako przeciwnik samodzielnych rządów Aleksandra Battenberga w 1882 został uwięziony. Więzienie opuścił w 1884. Po abdykacji Battenberga, został jednym z bliskich współpracowników Stambołowa, wstępując do kierowanej przez niego Partii Narodowo-Liberalnej (stambołowistów). W latach 1888–1893 był burmistrzem Sofii. W 1893 po raz pierwszy został wybrany deputowanym do parlamentu. W październiku 1906 stanął na czele rządu Bułgarii. W latach 1903–1906 był ministrem spraw wewnętrznych. Zginął w 1907 roku na bulwarze Cara Oswobodziciela w Sofii, zastrzelony przez jednego z przeciwników politycznych.
Był żonaty (żona Jekatierina Rizowa), miał czworo dzieci. Najmłodszy z jego synów, Nikoła Petkow był w 1947 przywódcą BZNS, skazanym i straconym przez władze komunistyczne.